# ドゥバー
ドゥバー(アラビア語: ضبا, ラテン文字: Daba, Dhaba, Diba, Duba, Dhuba) は、サウジアラビア北西部タブーク州にある都市である。
ダーバ・ダバ・ディバ・ドゥバ・ドゥーバ・ジュバ・デュバとも。
人口約2万2000人。紅海に面し、サウジアラビアの6つの主要な商業港の1つである。
NEOM社による、世界最大の水上工業団地となる予定のOXAGONと呼ばれる施設の建設始動が決定された。現ドゥバー港はこの産業都市に包括されることとなる。

## 地理
サウジアラビア北西端近くに位置し、ヨルダン国境に近く、紅海をはさんでエジプトにも近い。エジプト・ヨルダンとはフェリーで結ばれている。
古くから知られるダフカン (Dahkan)・サルマー (Salma)・カファーファ (Kafafah) の3つの谷がある。

## 歴史
付近は、旧約聖書に書かれたミデヤン人の土地ミデヤンである。
1933年、サウジアラビアが征服し、イブン・サウードが城を築いた。